# Durarara!!
 (јап. デュラララ!!) је серија јапанских лајт романа које је написао Рјого Нарита, а илустровао Сузухито Јасуда. Адаптирана је у истоимену мангу и аниме, и произвела бројне наставке, спинофе и игрице.  

## Радња
Прича прати тинејџера по имену Рјугамине Микадо, који се доселио у Икебукуро и тамо срео пријатеља, Киду Масаомија. Масаоми му говори како се у Икебукуруу дешавају чудне ствари, и да се основала група по имену „Доларси”, што је Микаду занимљиво, јер воли необичан живот и покушава да побегне из свакодневнице.
Микадо упознаје Анри Сонохару која иде с њим у одељење, Селти Стурлусон - ткзв. „Црног јахача”, која је у потрази за својом главом, Шинру Кишитанија - доктора који покушава да јој помогне, Изају Орихару - који сам себе назива „сакупљачем информација”, Шизуа Хеиваџиму - најјачег човека у Икебукуруу, као и друштванце од четворо отакуа, које предводи Кјоухеи Кадота, кога називају и „Дотачин”.

## Франшиза

### Лајт романи
Дурарара!! је серија лајт романа коју је написао Рјого Нарита, а илустровао Сузухито Јасуда. Наслов се објављивао од априла 2004. до јануара 2014. године под окриљем издавачке куће ASCII Media Works, са укупно 13 томова. Наставак, под именом Дурарара СХ!! (デュラララ!! SH), објављује се од априла исте године.
Аутори оригиналног серијала су такође написали Orihara Izaya to, Yūyake wo; спиноф који прати лика Изају Орихару две године након завршетка главне приче. Спиноф се објављивао од 10. јула 2015. до 8. октобра 2016. године, са укупно два тома.
Ауторка серијала Hakata Tonkotsu Ramens, Чијаки Кизаки је 8. октобра 2016. године објавила специјално издање своје приче у коме се појављују ликови из Дурараре.

### Манга
Лајт романи су произвели манга адаптацију. Серијализује се у Square Enix-овој ревији Monthly GFantasy, са тренутно 18 томова. Прича је подељена у „саге“. Прва сага (#1-4) објављивала се од 18. јуна 2009., до 18. априла 2011.; друга (#5-7), позната као „Саика“ (罪歌編, Saika-hen) објављивала се од 17. септембра 2011., до 18. јануара 2013.; трећа (#8-10), позната као „Жуте мараме“ (黄巾賊編, Kokinzoku-hen) објављивала се од 18. априла 2013., до 18. октобра 2014.; четврта сага (#11- ), позната као Re;Dollars (RE;ダラーズ編, RE; Darāzu-hen), почела се објављивати 18. новембра 2014. године.  Прва три дела приче илустровала је Акијо Саториги, а четврти Аогири. Први том објављен је 26. децембра 2009., а осамнаести (тренутно последњи) објављен је 26. августа 2022. године у Јапану.
Две видео игрице базиране на овом наслову су такође добиле манга адаптације. Прва, базирана на игрици , серијализовала се од 22. јула 2013., до 22. августа 2014. године у ASCII Media Works-овој месечној ревији Sylph, са укупно два тома. Друга, базирана на игрици , серијализовала се од 22. октобра 2014., до 21. новембра 2015. године у истом часопису, са такође два тома.
Серија је такође произвела манга антологију звану DuraLove!! на којој су радили многи уметници. Серијализовала се 26. јуна 2010., до 27. јануара 2015. године, са укупно два тома.
Пародија под именом Минидура, у којој су ликови нацртани у чиби стилу, серијализовала се од 27. јула 2013., до 26. децембра 2015. године, са укупно четири тома. Причу је написао Нарита, док је илустрацију радио Јоуко Умезу. 
Серијал је имао колаборацију са уметником Сузухитом Јасудом, односно са његовом серијом Yozakura Quartet. Колаборација је произвела причу од два тома, под називом YZQ x DRRR!!. Први том изашао је 29. јуна 2011. године, заједно са Сузухитовим артбук сетом; док је други том изашао 18. децембра 2013. са ДВД сетом Yozakura Quartet серијала.

### Аниме
Лајт романи су такође адаптирани у аниме. Вест о првој сезони објављена је на корицама шестог тома. Сезона адаптира прва три романа, и настала је у продукцији студија Brain's Base. Емитовала се од 8. јануара до 25. јуна 2010. године, са укупно 24 епизоде и два специјала. Музику је компоновао Макото Јошимори. 
Вест о другој сезони објављена је 15. марта 2014. године. Ову сезону, под називом Дурарара!!×2 анимирао је студио Shuka. Подељена је на три дела (Shō, Ten и Ketsu), и сваки има дванаест епизода и један специјал. Прва два дела емитовала су се 2015. године, почевши прво у јануару па у јулу, док је трећи почео са емитовањен јануара 2016. године.
Прву уводну шпицу, Uragiri no Yuuyake (裏切りの夕焼け; Sunset of Betrayal) изводи група , а одјавну, , изводи Јуја Мацушита. После дванаесте епизоде, уводну шпицу  изводи група , а одјавну, , изводи група ON/OFF. У другој сезони, у првом делу, уводну шпицу  изводи група , а одјавну, NEVER SAY NEVER група THREE LIGHTS DOWN KINGS. У другом делу, уводну шпицу  изводи Тошијуки Тојонага, а одјавну, EXIT изводи група REVALCY. У трећем делу, уводну шпицу  изводи  група FLOW, а одјавну Joker ni Yoroshiku (ジョーカーに宜しく), изводи група PENGUIN RESEARCH.

### Радио програм
Серија је произвела и онлајн радио програм под називом Durarara!!Radio: Duraradi for Short!! (デュラララ!!ラジオ 略して デュララジ!!, Durarara!!Rajio Ryakushite Duraraji!!). Емитовао се од 26. фебруара 2010., до 25. марта 2011. године. Програм су водили Тошијуки Тојонага и Кана Ханазава, тумачи ликова Микадо Рјугамине и Анри Сонохара.

### Видео игрице
Постоје две игрице, односно визуелни романи, базиране на Дурарара!! серијалу. Прва, под називом Durarara!! 3way standoff, изашала је 22. септембра 2010. године за конзолу . Годину дана касније изашао је додатак за ову игрицу, под називом Durarara!! 3way standoff -alley- (за PlayStation Portable), односно Durarara!! 3way standoff "mob" (за Андроид); а 2014. године, за 10-годишњицу, изашао је још један додатак под називом  Durarara!! 3way standoff -alley- V, овај пут за PlayStation Vita. Други визуелни роман, под називом Durarara!! Relay, изашао је јануара 2015. године, такође за конзолу .

## Пријем
Девети том романа је 2011. године заузео прво место на Ориконовом списку за најбоље наслове у бункобон формату. Ово је први том овог наслова који је добио тај ранг; претходно је највишу позицију држао осми том који је остварио друго место.
Карло Сантос (Anime News Network) је у рецензији за први том манге похвалио оригиналност приче, ликове и занимљив микс жанрова, рекавши: „има елементе приче о свакодневници, акције, криминала и психолошког трилера,“ али је уједно критиковао хаотичност приче.  Крис Кирби (The Fandom Post) је у својој рецензији за први том написао да је темпо приче бољи у манги него у аниме адаптацији, јер читалац може да га контролише, додајући да једва чека да прочита остатак. Даница Дејвидсон (Otaku USA) је за први том написала да је „пун мистерије; не зна се како су ликови повезани, па је прича мало конфузна, али уједно и добра“. Дејвид Громер (Graphic Novel Reporter) је у својој рецензији за мангу написао: „ако сте фан наизглед обичне приче која постепено постаје необична, онда је Дурарара!! за вас.“
Аниме адаптација се 2019. године нашла на Форбсовој листи за најбољи аниме деценије. Лаурен Орсини сматра да је један од пет најбољих анимеа 2010., и свој став је изнела уз коментар: „серија је препуна ликова, и авантура од почетка до краја; има за свакога по нешто.“ Компанија Crunchyroll је ставила аниме на сличну листу.

## Спољашњи извори
- Званични веб-сајт
- Радио програм (језик: јапански)